# 南潘郡
南潘郡，中国唐朝时设置的郡。
唐玄宗天宝元年（742年），改潘州置南潘郡。治所在茂名县（今广东省高州市）。下辖茂名县、南巴县（今广东省茂名市电白区观珠镇大衙村）、潘水县（今广东省高州市分界镇）。辖境相当今广东省茂名市、电白区、高州市、吴川市等地。唐肃宗乾元元年（758年）复改为潘州。